# Ahmed bin Fahd bin Salman Al Saud

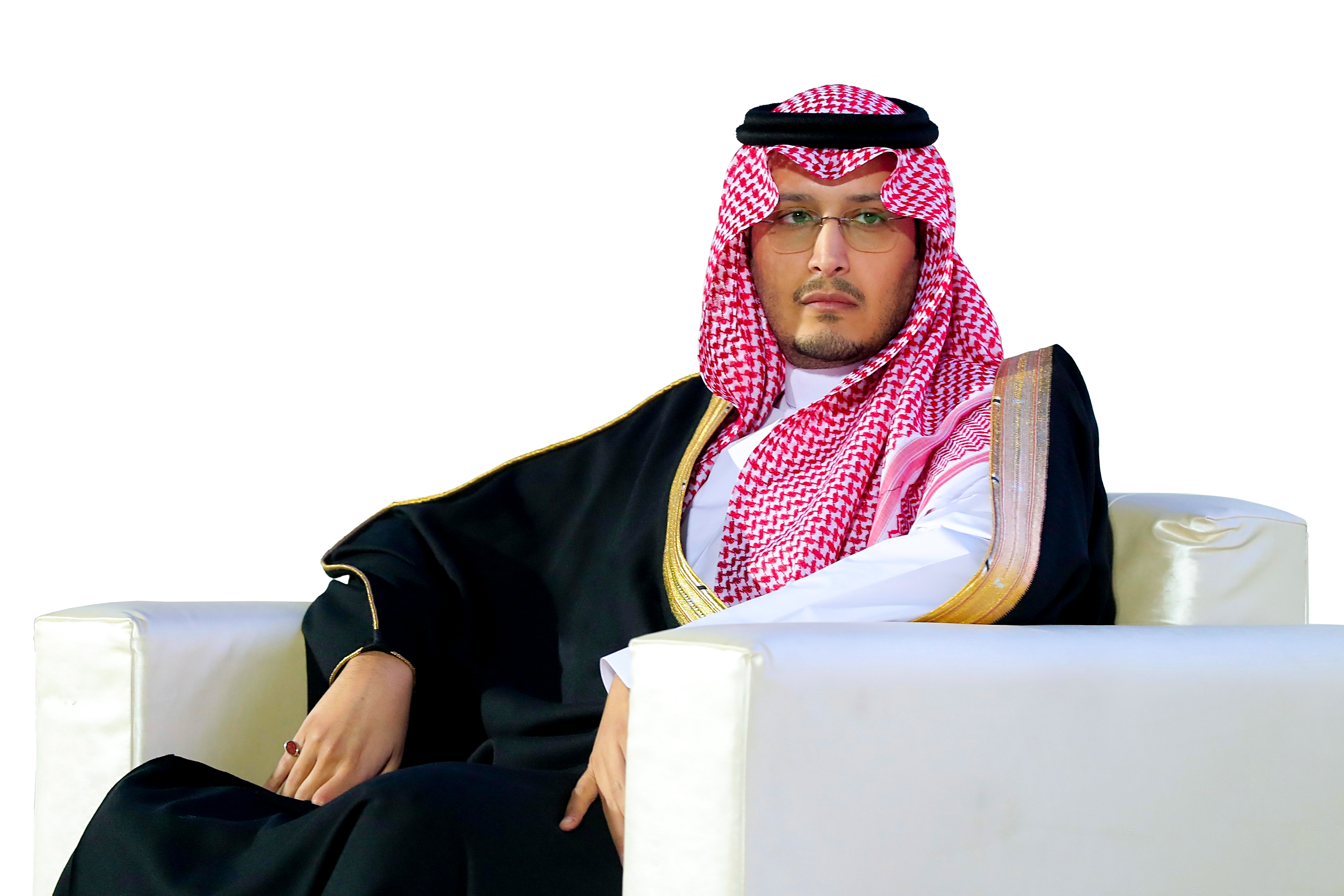
Ahmed bin Fahd bin Salman Al Saud (2022)

Prinz Ahmed bin Fahd bin Salman bin Abdulaziz Al Saud (DMG Ahmed bin Fahd bin Salmān Āl Suʿūd; geb. 9. September 1986 in Riad) ist ein Enkel des saudischen Königs Salman und ein Neffe von Mohammed bin Salman. Er war Vizegouverneur der Provinz asch-Scharqiyya.

## Leben
Ahmed bin Fahd wurde 1986 als drittes Kind und zweiter Sohn von Fahd bin Salman, dem verstorbenen ältesten Sohn König Salmans geboren. Er hat einen älteren Bruder, Sultan, sowie zwei Schwestern, Sara und Reema. Seine Großmutter väterlicherseits ist Sultana bint Turki Al Sudairi. Seine Großmutter mütterlicherseits ist Prinzessin al-Jawhara bint Abdulaziz Al Saud, eine Tochter von König Abdulaziz. Sein Großvater mütterlicherseits, Khalid bin Abdullah bin Abdul Rahman Al Saud, war ein Neffe des Königs Abdulaziz. Ahmed ist somit ein Enkel König Salmans und ein Urenkel des Staatsgründers König Abdulaziz, der auch als Ibn Saud bekannt ist.
Er besuchte die Dharan-Schule in der saudischen Ostprovinz sowie die Najd-Schule und die Riad-Schule in Riad. Im Jahr 2007 erhielt er einen Abschluss in Jura von der König-Saud-Universität in Riad. Darüber hinaus absolvierte er Spezialkurse in den Bereichen Research, Vermögensverwaltung, Brokerage und Investment Banking bei der Jadwa Investment Corporation. Zuvor war er ab 2014 bis zu seiner Ernennung zum Vizegouverneur in der Abteilung für politische Angelegenheiten der saudischen Botschaft in London tätig.
Im April 2017 wurde er durch ein königliches Dekret seines Großvaters zum Vizegouverneur der ölreichen Provinz asch-Scharqiyya, auch als saudische Ostprovinz bekannt, ernannt.
Seine Ernennung ging einher mit einer Welle von Ernennungen junger Prinzen in hohe staatliche Positionen durch den de-facto-Machthaber Saudi-Arabiens Mohammed bin Salman. In diesem Amt wurde er im Dezember 2023 durch Saud bin Bandar Al Saud ersetzt.

## Familie
Ahmed ist mit seiner Cousine 2. Grades Salma bint Badr bin Abdul Muhsin Al Saud verheiratet. Ihre Großväter, Prinz Abdul Muhsin und König Khalid, sind Söhne von König Abdulaziz. Ahmed ist Vater einer Tochter, Nuf, sowie eines Sohns, Fahd.

## Vorfahren
| Ahnentafel Prinz Ahmed | Ahnentafel Prinz Ahmed                         | Ahnentafel Prinz Ahmed                        | Ahnentafel Prinz Ahmed                | Ahnentafel Prinz Ahmed                         | Ahnentafel Prinz Ahmed               | Ahnentafel Prinz Ahmed               | Ahnentafel Prinz Ahmed                         | Ahnentafel Prinz Ahmed                        |
| ---------------------- | ---------------------------------------------- | --------------------------------------------- | ------------------------------------- | ---------------------------------------------- | ------------------------------------ | ------------------------------------ | ---------------------------------------------- | --------------------------------------------- |
| Ururgroßeltern         | Emir Abdul Rahman ⚭ Sara bint Ahmed Al Sudairi | Ahmed Al Sudairi ⚭ Sharifa Al Suwaidi         | Ahmed Al Sudairi ⚭ Sharifa Al Suwaidi | Faraj Al Asbani ⚭ Jamila bint Dhafer Al Asbani | Emir Abdul Rahman ⚭ ?                | ? ⚭ ?                                | Emir Abdul Rahman ⚭ Sara bint Ahmed Al Sudairi | Ahmed Al Sudairi ⚭ Sharifa Al Suwaidi         |
| Urgroßeltern           | König Abdulaziz ⚭ Hussa bint Ahmed Al Sudairi  | König Abdulaziz ⚭ Hussa bint Ahmed Al Sudairi | Turki Al Sudairi ⚭ Aisha Al Asbali    | Turki Al Sudairi ⚭ Aisha Al Asbali             | Prinz Abdullah ⚭ ?                   | Prinz Abdullah ⚭ ?                   | König Abdulaziz ⚭ Hussa bint Ahmed Al Sudairi  | König Abdulaziz ⚭ Hussa bint Ahmed Al Sudairi |
| Großeltern             | König Salman ⚭ Sultana Al Sudairi              | König Salman ⚭ Sultana Al Sudairi             | König Salman ⚭ Sultana Al Sudairi     | König Salman ⚭ Sultana Al Sudairi              | Prinz Khalid ⚭ Prinzessin al-Jawhara | Prinz Khalid ⚭ Prinzessin al-Jawhara | Prinz Khalid ⚭ Prinzessin al-Jawhara           | Prinz Khalid ⚭ Prinzessin al-Jawhara          |
| Eltern                 | Prinz Fahd ⚭ Prinzessin Nuf                    | Prinz Fahd ⚭ Prinzessin Nuf                   | Prinz Fahd ⚭ Prinzessin Nuf           | Prinz Fahd ⚭ Prinzessin Nuf                    | Prinz Fahd ⚭ Prinzessin Nuf          | Prinz Fahd ⚭ Prinzessin Nuf          | Prinz Fahd ⚭ Prinzessin Nuf                    | Prinz Fahd ⚭ Prinzessin Nuf                   |

## Sonstiges
Er ist Ehrenmitglied der Disabled Children’s Association in Riad, Mitglied des Entwicklungsausschusses des Charity Committee for Orphans Care (Insan) und seit 2013 Vorstandsmitglied und Vorsitzender des Insan-Exekutivkomitees.